# Permittivitet
Permittivitet {\displaystyle \varepsilon } (af lat.: permittere = tillade, overlade, lade gå gennem) er en materiale-afhængig værdi, der angiver, hvordan et elektrisk felt {\displaystyle {\vec {E}}} spreder sig, og permitiviteten er fx med til at bestemme polariserbarhed og brydningsindeks. Den tilsvarende værdi for magnetfelter er permeabiliteten {\displaystyle \mu }.

## Vakuumpermittivitet og relativ permittivitet
I vakuum har permittiviteten også en værdi, som kaldes for vakuumpermittiviteten {\displaystyle \varepsilon _{0}}, hvilket er en naturkonstant givet ved:
{\displaystyle \varepsilon _{0}=\mathrm {8{,}854\,187\,817\ldots \cdot 10^{-12}F\,m^{-1}} }
I materialer skrives den fulde permittivitet derfor ofte som et produkt:
{\displaystyle \varepsilon =\varepsilon _{0}\varepsilon _{\mathrm {r} }}
hvor {\displaystyle \varepsilon _{\mathrm {r} }} er den relative permittivitet i forhold til vakuum. 
| Medium                              | {\displaystyle \varepsilon _{\mathrm {r} }} |
| ----------------------------------- | ------------------------------------------- |
| Vakuum                              | 1,0                                         |
| Luft                                | 1,00059                                     |
| Acrylbutadienstyrol (ABS) (30°C)    | 4,3                                         |
| Aluminiumoxid (Leire)               | 7                                           |
| Ammoniak (0°C)                      | 1,007                                       |
| Bariumtitanat                       | 103-104                                     |
| Bensol                              | 2,28                                        |
| Tør jord                            | 3,9                                         |
| Fugtig jord                         | 29                                          |
| Glas                                | 6-8                                         |
| Glycerin                            | 42,5                                        |
| Gummi                               | 2,5-3                                       |
| Tørt træ                            | 2 - 3,5                                     |
| Kaliumklorid                        | 4,94                                        |
| Specialkeramik                      | op til 10000                                |
| Metanol                             | 32,6                                        |
| Petroleum                           | 2                                           |
| Polyethylen (PE) (90°C)             | 2,4                                         |
| Polypropylen (PP) (90°C)            | 2,1                                         |
| Porcelæn                            | 2-6                                         |
| Propanol                            | 18,3                                        |
| Papir                               | 1-4                                         |
| Polytetrafluoretylen (PTFE, Teflon) | 2                                           |
| Pertinax FR4                        | 4,4                                         |
| Polystyrol-Skum (Styropor)          | 1,03                                        |
| Tantalpentoxid                      | 27                                          |
| Vand                                | 80,1                                        |
| Vand (f = 2,54 GHz)                 | 77                                          |
| Vand (synlig lys)                   | 1,77                                        |
| Is (-20°C)                          | ≈ 100                                       |
| Is (-20°C, f > 100 kHz)             | 3,2                                         |

## Maxwells ligninger
Permittiviteten indgår i Maxwells ligninger, hvor den i Gauss' lov bestemmer, hvor stort et elektrisk felt en ladningsdensitet {\displaystyle \rho } danner:
{\displaystyle \nabla \cdot {\vec {E}}={\frac {\rho }{\varepsilon }}}
hvor {\displaystyle \nabla } er nabla-operatoren. Den er også en del af Amperes lov med Maxwells udvidelse:
{\displaystyle \nabla \times {\vec {B}}=\mu {\vec {J}}+\mu \varepsilon {\frac {\partial {\vec {E}}}{\partial t}}}
Ud fra disse ligniner, kan det kan vises, at de elektriske og magnetiske felter kan danne bølger - elektromagnetisk stråling inkl. synligt lys - med farten {\displaystyle v}:
{\displaystyle v={\frac {1}{\sqrt {\mu \varepsilon }}}}
Lys bevæger sig altså langsommere i materialer med en højere permittiviteten.

## Brydningsindeks
I vakuum er farten af elektromagnetisk stråling:
{\displaystyle c={\frac {1}{\sqrt {\mu _{0}\varepsilon _{0}}}}}
hvilket er lysets hastighed i vakuum. Et materiales brydningsindeks {\displaystyle n} er forholdet mellem lysets hastighed i materiale og lysets hastighed i vakuum:
{\displaystyle n={\frac {c}{v}}}
Det vil sige, at brydningsindekset kan skrives som:
{\displaystyle n={\frac {\frac {1}{\sqrt {\mu _{0}\varepsilon _{0}}}}{\frac {1}{\sqrt {\mu _{0}\mu _{\mathrm {r} }\varepsilon _{0}\varepsilon _{\mathrm {r} }}}}}={\sqrt {\mu _{\mathrm {r} }\varepsilon _{\mathrm {r} }}}}
hvor {\displaystyle \mu _{\mathrm {r} }} er den relative permeabilitet. For mange materialer er denne dog tilnærmelsesvist 1, så udtrykket for brydningsindekset er:
{\displaystyle n={\sqrt {\varepsilon _{\mathrm {r} }}}}
Brydningsindekset stiger altså med permittiviteten.

## Kapacitor
Permittiviteten er også med til at afgøre kapacitansen {\displaystyle C} i en kapacitor. For en pladekapacitor gælder:
{\displaystyle C={\frac {A\varepsilon _{0}\varepsilon _{r}}{d}}}
hvor {\displaystyle A} er det fælles areal for kapacitorens ledende plader, og {\displaystyle d} er afstanden mellem de ledende plader.